# James Thurber
James Grover Thurber (Columbus, 1894. december 8. – New York, 1961. november 2.) amerikai karikaturista, író, humorista, újságíró és drámaíró volt. Leginkább karikatúráiról és novelláiról ismert, amelyeket főként a The New Yorker című lapban publikált, és számos könyvében gyűjtött össze.
Korának egyik legnépszerűbb humoristája volt, aki a hétköznapi emberek komikus csalódásait és különcségeit ünnepelte. Műveit gyakran filmesítették meg, többek között The Male Animal (1942), The Battle of the Sexes (1959, a The Catbird Seat alapján) és The Secret Life of Walter Mitty (kétszer, 1947-ben és 2013-ban).

## Élete
Thurber az ohiói Columbusban született Charles L. Thurber és Mary Agnes „Mame” (született Fisher) Thurber gyermekeként 1894. december 8-án. Mindkét szülője nagy hatással volt munkásságára. Apja szórványosan dolgozó hivatalnok és kisebb politikus volt, aki arról álmodott, hogy ügyvéd vagy színész lesz. Thurber úgy jellemezte édesanyját, mint „született komikust” és „az egyik legjobb komikus tehetséget, akit valaha is ismertem”. Tréfamester volt, és egy alkalommal úgy tett, mintha fogyatékos lenne, és részt vett egy hitgyógyító ébredésén, hogy aztán felpattanjon, és gyógyultnak nyilvánítsa magát.
A nagyapja házában uralkodó zsúfoltság miatt, ahová a családja költözött, amíg apja felépült egy betegségből, Thurber gyakran maradt nagynénje, Margery Albright otthonában. Albright Columbus belvárosában lakott, a Szent Kereszt templom közelében, amelynek órájára és harangjára Thurber későbbi írásaiban is hivatkozott.

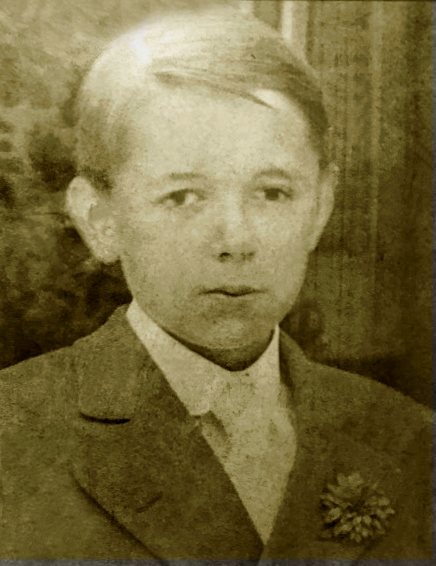
Thurber 14 évesen

Thurber hétéves korában egyik bátyjával Tell Vilmos-játékot játszottak, amikor a bátyja egy nyíllal szemen lőtte Jamest. Ezt a szemét elvesztette, és a sérülés következtében később szinte teljesen megvakult. E sérülés miatt gyermekkorában nem tudott sportolni és más tevékenységekben részt venni, de kreatív elméje fejlődött, amit arra használt, hogy írásokban fejezze ki magát. V. S. Ramachandran neurológus szerint Thurber fantáziavilága részben a Charles Bonnet-szindrómával magyarázható, amely egy olyan neurológiai betegség, amely komplex vizuális hallucinációkat okoz azoknál az embereknél, akik valamilyen szintű látásvesztéssel küzdenek. (Ez volt az alapja „The Admiral on the Wheel” című darabnak.)

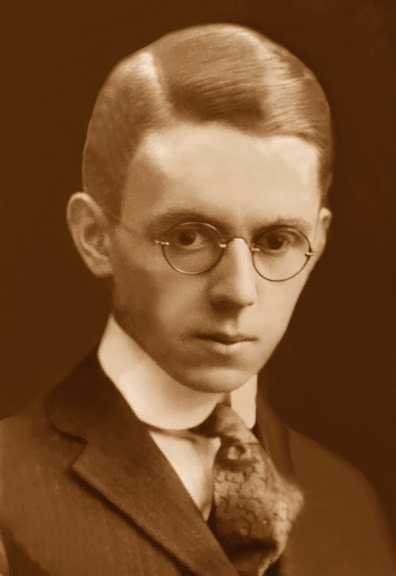
Középiskolai érettségi fotó, East High School

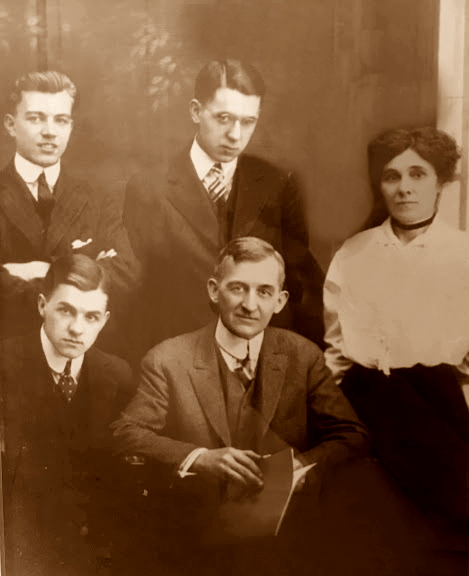
A Thurber család portréja Columbusban, Ohio államban, 1915-ben. Balról jobbra: ülnek: Robert és Charles. Hátsó sorban: William, James és Mame

1913 és 1918 között Thurber az Ohio Állami Egyetemre járt, ahol a Phi Kappa Psi diákszövetség tagja és a Sundial című diáklap szerkesztője volt. Ez idő alatt bérelte ki a Jefferson Avenue 77. szám alatti házat, amely 1984-ben a Thurber House nevet kapta. Soha nem diplomázott az egyetemen, mert gyenge látása miatt nem tudott részt venni a kötelező tartalékos tisztképző tanfolyamon (ROTC). 1995-ben posztumusz kapta meg a diplomáját.

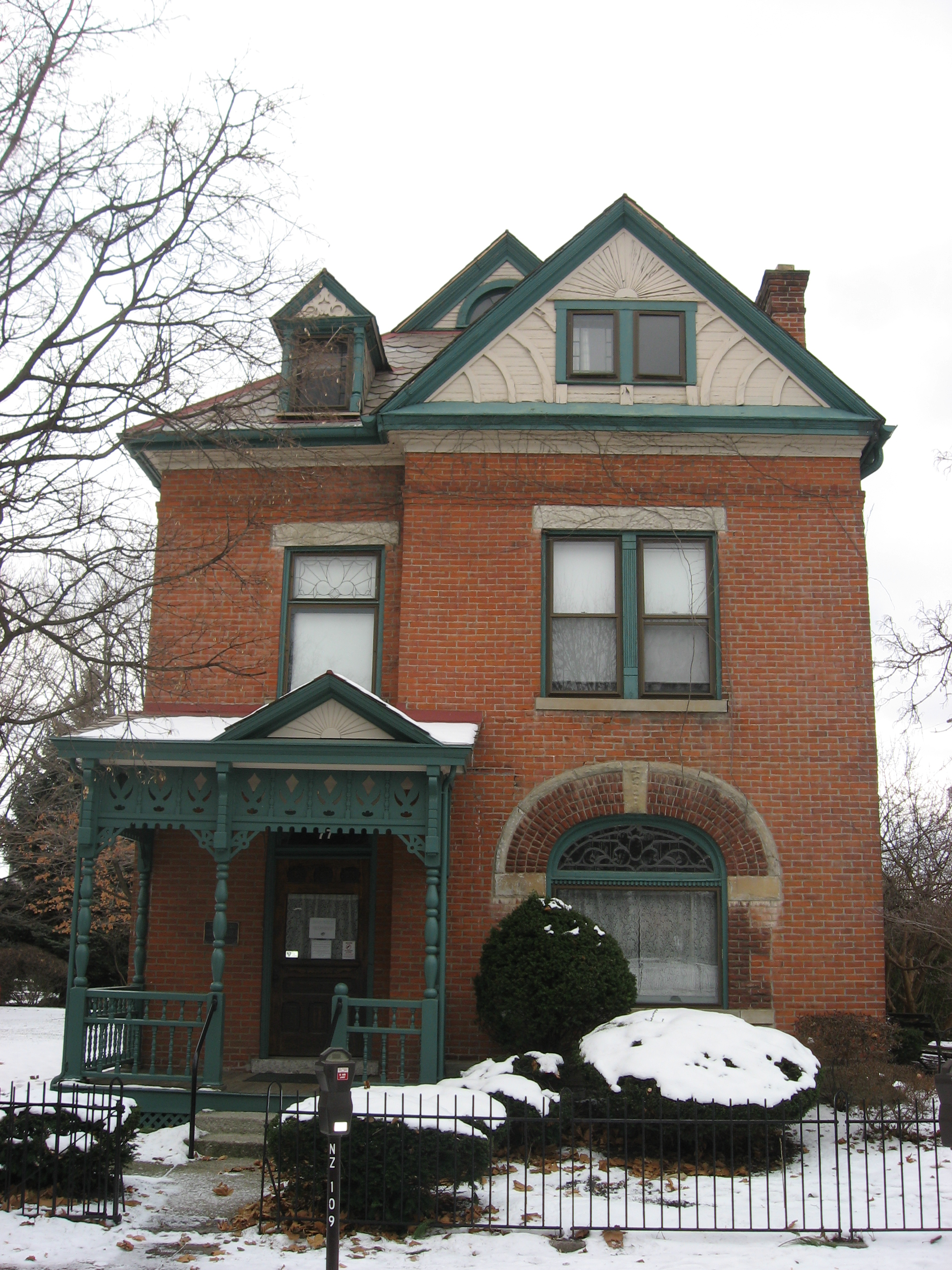
A Thurber-ház Columbusban (Ohio)

1918 és 1920 között Thurber az Egyesült Államok Külügyminisztériumának kódírójaként dolgozott, először Washingtonban, majd a párizsi nagykövetségen. Visszatérve Columbusba, 1921-től 1924-ig a The Columbus Dispatch riportereként kezdte pályafutását. Ez idő alatt részben könyveket, filmeket és színdarabokat bírált a „Credos and Curios” című heti rovatában, amely címet egy posztumusz gyűjteménye is kapott. Thurber ebben az időszakban visszatért Párizsba, ahol a Chicago Tribune és más újságok számára írt.

### New Yorkba költözés
1925-ben Thurber a New York-i Greenwich Village-be költözött, és riporteri állást kapott a New York Evening Postnál. 1927-ben csatlakozott a The New Yorker munkatársaihoz szerkesztőként, barátja és New Yorker munkatársa, E. B. White segítségével. Karikaturista karrierje 1930-ban kezdődött, miután White megtalálta Thurber néhány rajzát egy szemetesben, és beküldte azokat publikálásra; White néhány ilyen korábbi rajzot tussal festett be, hogy jobban reprodukálhatóvá tegye őket a magazin számára, és évekkel később mélyen megbánta, hogy ilyesmit tett. Thurber az 1950-es évekig mind írásaiban, mind rajzaiban közreműködött a The New Yorker című lapban.

### Házassága és családja
Thurber 1922-ben vette feleségül Althea Adamset, bár a házasság, mint később egy barátjának írta, „bájos, finom és fájdalmas kapcsolatba” torkollott. 1931-ben született lányukkal, Rosemaryvel (sz. 1931) a Connecticut állambeli Fairfield megyében lévő Sanford-Curtis-Thurber-házban éltek A házasság 1935 májusában válással végződött, és Althea megtartotta a Sanford-Curtis-Thurber-házat. 1935 júniusában vette feleségül szerkesztőjét, Helen Muriel Wismert (1902-1986). Miután egy Martha's Vineyardra tartó kompjáraton találkozott Mark Van Dorennel, Thurber a Connecticut állambeli Cornwallban kezdett nyaralni a kor számos más neves művészével és írójával együtt. Három év bérlés után Thurber a connecticuti Cornwallban talált egy otthont, amelyet „A nagy jó hely” néven emlegetett.

### Halála
Thurber viselkedése az utolsó évben kiszámíthatatlanná vált. 1961. október 4-én vérrögöt kapott az agyában, és sürgősségi műtétet hajtottak végre rajta, miközben hol eszméleténél volt, hol nem. Bár a műtét kezdetben sikeres volt, Thurber néhány héttel később, november 2-án, 66 éves korában meghalt, tüdőgyulladás szövődményei miatt. Az orvosok szerint agya több kisebb agyvérzés és az artériák megkeményedése miatt elöregedett. Utolsó szavai az „Isten” szó ismételt hangoztatásán kívül a következők voltak: „Isten áldjon... Az Isten verje meg” – mondta felesége, Helen.

## Öröksége
- Az 1997-ben alapított Thurber-díjjal az amerikai humor kiemelkedő alkotásait díjazzák.[25]
- 2008-ban a Library of America(wd) beválogatta Thurber „A Sort of Genius” című, először a The New Yorkerben megjelent történetét az American True Crime című, két évszázados retrospektív kiadványába.[26]
- Két lakóháza is szerepel az Egyesült Államok nemzeti műemléki listáján: a gyermekkori Thurber-háza Ohióban és a Sanford-Curtis-Thurber-ház a connecticuti Fairfield megyében.[27][28]

## Pályafutása
Thurber egyszerű, furcsa rajzairól és karikatúráiról is ismertté vált. Mind irodalmi, mind rajztudását segítette a New Yorker munkatársa, E. B. White támogatása és együttműködése, aki ragaszkodott ahhoz, hogy Thurber vázlatai önállóan is megállják a helyüket, mint művészi kifejezések. Thurber hat címlapot és számos klasszikus illusztrációt rajzolt a The New Yorker számára.

### Íróként
Számos novellája humoros, fiktív emlékirat életéből, de írt sötétebb anyagokat is, mint például a „The Whip-Poor-Will” (Ostoros szegény akarat), amely egy őrületről és gyilkosságról szóló történet. Legismertebb novellái a „The Dog That Bit People” és a „The Night the Bed Fell”; ezek megtalálhatók a My Life and Hard Times című kötetben, amely az „áttörést” jelentő könyve volt. További klasszikusai közé tartozik „The Secret Life of Walter Mitty” (Walter Mitty titkos élete), „The Catbird Seat” (A macskamadár pad), „The Night the Ghost Got In” (Az éjszaka, amikor a szellem bejött), „A Couple of Hamburgers” (Egy pár hamburger), „The Greatest Man in the World” (A világ legnagyobb embere) és „If Grant Had Been Drinking at Appomattox” (Ha Grant ivott volna Appomattoxnál). The Middle-Aged Man on the Flying Trapeze (Középkorú férfi repülő trapézon) című kötetben több olyan novella is található, amelyekben a házassági viszályok feszült alaphangja jelenik meg. A könyv a válásának és újraházasodásának évében jelent meg.
Bár 1941-es „You Could Look It Up” című története, amely egy három láb magas felnőttről szól, akit egy baseball-meccsen sétálni hoznak be, állítólag Bill Veeck 1951-es, Eddie Gaedellel a St. Louis Brownsnál végrehajtott mutatványát ihlette, Veeck régebbi eredetűnek vallotta a mutatványt.
Egyéb szépirodalmi művei mellett Thurber több mint hetvenöt mesét írt, amelyek közül néhányat először a The New Yorkerben (1939), majd összegyűjtve a Fables for Our Time and Famous Poems Illustrated (1940) és a Further Fables for Our Time (1956) című kötetekben publikált. Ezek olyan rövid történetek voltak, amelyeknek főszereplői antropomorf állatok voltak (pl. „The Little Girl and the Wolf”, az ő Piroska-verziója), és erkölcsi tanulsággal zárultak. Kivételt képez ez alól a leghíresebb meséje, „The Unicorn in the Garden” (Az egyszarvú a kertben), amelyben az egyszarvú kivételével, amely nem beszél, csak emberek szerepelnek. Thurber meséi szatirikusak voltak, és az erkölcsi mondanivaló csattanóként, valamint az olvasónak szóló tanácsként szolgált, „az élet bonyolultságát demonstrálva azáltal, hogy a világot bizonytalan, kétes helyként ábrázolta, ahol kevés megbízható iránymutatás létezik.” Történetei között több könyvnyi mese is szerepelt, mint például The White Deer (A fehér szarvas, 1945), The 13 Clocks (A 13 falióra, 1950) és a The Wonderful O (A csodálatos O, 1957). Az utóbbi kettő Thurber számos műve között szerepelt, amelyeket Marc Simont illusztrált.
Thurber a The New Yorker és más lapok számára írt prózája számos humoros esszét tartalmazott. Kedvenc témája, különösen élete vége felé, az angol nyelv volt. Az e témával foglalkozó írásai közé tartozott a „The Spreading »You Know«”, amely e szópár túlzott használatát kifogásolta a társalgásban, a „The New Vocabularianism” és a „What Do You Mean It Was Brillig?”. Rövid darabjait – legyenek azok történetek, esszék vagy valami a kettő között – Thurber és a The New Yorker munkatársai „casuals”-ként (alkalmi) emlegették.
1947 és 1948 között ötrészes New Yorker-sorozatot írt, amely a rádió szappanopera-jelenségét vizsgálta alaposan, az ugyanezen időszak alatt szinte folyamatosan hallgatott és kutatott műveket. Thurber szinte egyetlen elemét sem hagyta vizsgálat nélkül ezeknek a műsoroknak, beleértve íróikat, producereiket, szponzoraikat, előadóikat és hallgatóikat egyaránt, és a sorozatot „Soapland” (Szappanország) címmel újra megjelentette a The Beast in Me and Other Animals (1948) című antológiájában. A sorozat az elsők között volt, amelyek egy ilyen popkulturális jelenséget mélyrehatóan vizsgáltak.
Életének utolsó húsz éve vaksága ellenére anyagi és szakmai sikerekkel telt. Legalább tizennégy könyvet adott ki ebben az időszakban, köztük a The Thurber Carnival (1945), a Thurber Country (1953) és a New Yorker alapító-szerkesztőjéről, Harold Rossról szóló, rendkívül népszerű The Years with Ross (1959) című könyvet. Számos novellájából film is készült, köztük 1947-ben a The Secret Life of Walter Mitty (Walter Mitty titkos élete).

### Karikaturistaként
Míg Thurber az 1920-as és 1930-as években a megszokott módon rajzolta karikatúráit, gyengülő látása később változtatásokat tett szükségessé. Nagyon nagy papírlapokra rajzolta őket vastag fekete zsírkrétával (vagy fekete papírra fehér krétával, amelyről lefényképezte őket, és a színeket a publikáláshoz megfordította). A módszertől függetlenül karikatúrái ugyanolyan ismertek lettek, mint írásai; hátborzongató, ingatag érzéssel rendelkeztek, ami mintha tükrözné sajátos életszemléletét. Egyszer azt írta, hogy az emberek azt mondták, úgy néz ki, mintha a víz alatt rajzolta volna őket. Dorothy Parker, Thurber kortársa és barátja úgy emlegette karikatúráit, mint amelyek „a sütetlen sütemények látszatát keltik”. Az utolsó rajz, amelyet Thurber elkészített, egy sárga zsírkrétával fekete papírra festett önarckép volt, amely 1951. július 9-én a Time magazin címlapján szerepelt. Ugyanez a rajz készült a The Thurber Album (1952) borítójára is.

### Adaptációk
- Thurber a főiskolai osztálytársával (és színész/rendező) Elliott Nugenttel(wd)[39] közösen írta meg a The Male Animal című komikus drámát, amely 1939-ben nagy Broadway-siker lett. A darabból 1942-ben azonos címmel film is készült, Henry Fonda, Olivia de Havilland és Jack Carson(wd) főszereplésével.
- 1947-ben „Walter Mitty titkos élete” című novelláját lazán feldolgozták azonos című filmként. A címszereplőt Danny Kaye játszotta.
- 1951-ben a United Productions of America(wd) bejelentette, hogy Thurber művén alapuló animációs filmet készít Men, Women and Dogs címmel.[40] Az ambiciózus projekt egyetlen része, amely végül megjelent, az UPA(wd) rajzfilmje, az The Unicorn in the Garden[41] (1953) volt.[42]
- 1958-ban Thurber „One Is a Wanderer” című novelláját a General Electric Theatre(wd) sorozat számára adaptálták,[43] aminek eredményeképpen Samuel Taylor(wd) író[44] és Herschel Daugherty(wd) rendező[45] Emmy-jelölést kapott.[46]
- Az 1959-es The Battle of the Sexes című film Thurber 1942-es, „The Catbird Seat” című novellája alapján készült.
- 1960-ban Thurber teljesítette régi vágyát, hogy hivatásos színpadon szerepeljen, és 88 előadásban játszotta magát az A Thurber Carnival című revüben (amely 1945-ös könyvének, a The Thurber Carnivalnak a címét idézi). Az előadás Thurber történeteiből és karikatúrafeliratokból álló válogatáson alapult. Thurber szerepelt a „File and Forget” című szkeccsben. A szkeccs abból áll, hogy Thurber egy sor levelet diktál, hiába próbálja megakadályozni, hogy az egyik kiadója olyan könyveket küldjön neki, amelyeket nem rendelt meg, és a válaszok egyre nagyobb zűrzavara.[47] Thurber Különleges Tony-díjat(wd) kapott a Carnival adaptált forgatókönyvéért.[48]
- 1961-ben a „The Secret Life of James Thurber” című filmet a The DuPont Show-ban mutatták be June Allysonnal. Adolphe Menjou(wd) Fitch szerepében tűnt fel a műsorban, Orson Bean és Sue Randall(wd) pedig John és Ellen Monroe-t alakította.
- 1969-70-ben Thurber írásai és élete alapján egy teljes sorozatot sugároztak az NBC-n My World ... and Welcome to It címmel. A főszerepben William Windom(wd) alakította Thurber figuráját, John Monroe-t. Az élő szereplők mellett animációs részeket is tartalmazott, és 1970-ben elnyerte az Emmy-díjat, mint az év legjobb vígjátéksorozata. Windom szintén Emmy-díjat nyert. Ezután Thurber-anyagokat adott elő egy egyszemélyes színpadi show-ban.
- 1972-ben egy másik filmadaptáció, a The War Between Men and Women[49] Jack Lemmon főszereplésével Thurber klasszikus háborúellenes művének, a „The Last Flower” animációs változatával zárul.
- 2013-ban elkészült The Secret Life of Walter Mitty új adaptációja, amelynek főszerepében Ben Stiller alakítja a címszereplőt.

## A populáris kultúrában
- A Seinfeld kilencedik évadának 13. epizódjában, „The Cartoon” címmel, Elaine megemlíti, hogy a The New Yorkernél való állásinterjú során értesült a Thurberről szóló pletykákról.[50]
- Keith Olbermann(wd) televíziós műsorvezető saját édesapja halálos betegsége idején kezdte el felolvasni Thurber novelláinak részleteit az MSNBC péntekenként jelentkező Countdown with Keith Olbermann című műsorának záró részében, amelyet „Fridays with Thurber” (Péntekek Thurberrel) néven ismertetett.[51] Ezt a 2020-as COVID-19 járvány idején újra bevezette, naponta este 8 órakor EDT 20:00-kor Thurber-történeteket olvasott fel a Twitteren, és folytatta a szintén Countdown with Keith Olbermann nevű podcastjában.
- Norm MacDonald videós podcastjének, a Norm Macdonald Live-nak egyik epizódjában Norm elmesél egy történetet, amelyben Larry Miller(wd) komikus elismeri, hogy a legnagyobb hatással Thurber volt rá a komédiában.
- Wes Anderson 2021-es The French Dispatch című filmjében a végcímben inspirációként említik.

## Bibliográfia

### Könyvek
- Is Sex Necessary? Or, Why You Feel the Way You Do (1929, E. B. White-tal),

75. évf. kiadás (2004) John Updike előszavával, ISBN 0-06-073314-4
- The Owl in the Attic and Other Perplexities, 1931
- The Seal in the Bedroom and Other Predicaments, 1932
- My Life and Hard Times, 1933, ISBN 0-06-093308-9
- The Middle-Aged Man on the Flying Trapeze, 1935
- Let Your Mind Alone! and Other More or Less Inspirational Pieces, 1937
- The Last Flower, 1939, reissued 2007, ISBN 978-1-58729-620-8
- Fables for Our Time and Famous Poems Illustrated, 1940, ISBN 0-06-090999-4

- My World—And Welcome to It, 1942, ISBN 0-15-662344-7
- Men, Women and Dogs, 1943
- The Thurber Carnival (antológia), 1945, ISBN 0-06-093287-2,

ISBN 0-394-60085-1 (Modern Library Edition)
- The Beast in Me and Other Animals, 1948, ISBN 0-15-610850-X
- The Thurber Album, 1952
- Thurber Country, 1953
- Thurber's Dogs, 1955
- Further Fables for Our Time, 1956
- Alarms and Diversions (anthology), 1957
- The Years with Ross, 1959, ISBN 0-06-095971-1
- Lanterns and Lances, 1961

### Gyermekkönyvek
- Many Moons, 1943
- The Great Quillow, 1944
- The White Deer, 1945
- The 13 Clocks, 1950
- The Wonderful O, 1957

### Színdarab
- The Male Animal, 1940 (with Elliott Nugent(wd))
- A Thurber Carnival, 1960

### Posztumusz
- Credos and Curios, 1962 (ed. Helen W. Thurber)
- Thurber & Company, 1966 (ed. Helen W. Thurber)
- Selected Letters of James Thurber, 1981 (ed. Helen W. Thurber & Edward Weeks) ISBN 978-0-316844-44-4
- Collecting Himself: James Thurber on Writing and Writers, Humor and Himself, 1989 (ed. Michael J. Rosen(wd))
- Thurber on Crime, 1991 (ed. Robert Lopresti) ISBN 978-0-892964-50-5
- People Have More Fun Than Anybody: A Centennial Celebration of Drawings and Writings by James Thurber, 1994 (ed. Michael J. Rosen) ISBN 978-0-151000-94-4[52]
- James Thurber: Writings and Drawings (anthology), 1996, (ed. Garrison Keillor), Library of America(wd), ISBN 978-1-883011-22-2
- The Dog Department: James Thurber on Hounds, Scotties, and Talking Poodles, 2001 (ed. Michael J. Rosen) ISBN 978-0-060196-56-1
- The Thurber Letters: The Wit, Wisdom, and Surprising Life of James Thurber, 2002 (ed. Harrison Kinney, with Rosemary A. Thurber) ISBN 978-0-743223-43-0
- Collected Fables, 2019 (ed. Michael J. Rosen), ISBN
- A Mile and a Half of Lines: The Art of James Thurber, 2019 (ed. Michael J. Rosen) ISBN 978-0814255339

### Novellák
- “A Box to Hide In”
- "The Admiral on the Wheel"
- "A Couple of Hamburgers"
- "A Ride with Olympy"
- "A Sequence of Servants"
- "The Bear Who Let it Alone"
- "The Black Magic of Barney Haller"
- "The Breaking Up of the Winships", 1945
- "The Cane in the Corridor"
- "The Car We Had to Push"
- "The Catbird Seat", 1942
- "The Crow and the Oriole"
- "The Curb in the Sky"[53]
- "The Day the Dam Broke"
- "The Departure of Emma Inch"
- "Destructive Forces Life"
- "Doc Marlowe"
- "Draft Board Nights"
- "File and Forget"[54]
- "If Grant had been Drinking at Appomattox"
- "More Alarms at Night"
- "Mr. Preble Gets Rid of His Wife"
- "Oh When I Was..."
- "One is a Wanderer"
- "Sex Ex Machina"
- "Snapshot of a Dog"
- "The Dog That Bit People"
- "The Evening's at Seven"
- "The Figgerin' Of Aunt Wilma"[55][56]
- “A Friend to Alexander”
- "The Glass in the Field"
- "The Greatest Man in the World"
- "The Lady on 142"
- "The Little Girl and the Wolf"
- "The Macbeth Murder Mystery", 1937
- "The Man Who Hated Moonbaum"
- "The Moth and the Star"
- "The Night the Bed Fell"
- "The Night the Ghost Got In"
- "The Owl Who Was God"
- "The Peacelike Mongoose"
- "The Princess and the Tin Box"
- "The Rabbits Who Caused All the Trouble"
- "The Remarkable Case of Mr.Bruhl"
- "The Scotty Who Knew Too Much"
- "The Seal Who Became Famous"
- "The Secret Life of James Thurber", 1943
- "The Secret Life of Walter Mitty"
- "The Sheep in Wolf's Clothing", 1939
- "The Subjunctive Mood", 1929
- "The Tiger Who Was to Be King"
- "The Topaz Cuff Links Mystery"
- "The Unicorn in the Garden"
- "The Whip-Poor-Will"
- "The Wood Duck"
- "University Days"
- "What Do You Mean It Was Brillig?"
- "You Could Look It Up", 1941

### Magyarul megjelent
- File and Forget / Sürgősen felejtsd el (kétnyelvű) – Terra, Budapest, 1959 · Fordította: Havas Livia
- A fehér szarvas (The White Deer) – Európa, Budapest, 1982 · ISBN 9630724936 · Fordította: Bart István, Bartos Tibor, Békés Pál
- A 13 falióra (The 13 Clocks) – Bembo, Budapest, 1990 · ISBN 9634230172 · Fordította: Losonci Gábor · Illusztrálta: Palásti Erzsébet

## Fordítás
- Ez a szócikk részben vagy egészben  a   James Thurber című angol Wikipédia-szócikk fordításán alapul.  Az eredeti cikk szerkesztőit annak laptörténete sorolja fel. Ez a jelzés csupán a megfogalmazás eredetét és a szerzői jogokat jelzi, nem szolgál a cikkben szereplő információk forrásmegjelöléseként.